# بيت شعري أربع عشري
البيت الإسكندري (بالفرنسية: Alexandrin، بالإسبانية: Alejandrino) هو بحر شعري يتألف في شكله التقليدي من اثني عشر مقطعًا لفظيًا في الشعر الفرنسي، أو أربعة عشر مقطعًا في الشعر الإسباني. السمة الرئيسية التي تميز هذا البحر هي انقسامه إلى شطرين متساويين تفصل بينهما وقفة واضحة في المنتصف تُعرف بـ"الوقفة الوسطى" (باللاتينية: Caesura)، والتي تمنح البيت إيقاعًا متوازنًا ومميزًا.
يُعتبر البيت الإسكندري أحد أهم البحور الشعرية في الأدب الفرنسي، حيث هيمن على الشعر الكلاسيكي والمسرحي لقرون، كما حظي بمكانة هامة في الشعر الإسباني خلال العصور الوسطى ثم في عصر الحداثة الشعرية.

## الأصل والتسمية
اشتُق اسم "الإسكندري" من القصيدة السردية الفرنسية رواية الإسكندر (Li Romans d’Alixandre)، وهي قصيدة ملحمية من القرن الثاني عشر تروي حياة الإسكندر الأكبر. كُتبت هذه القصيدة بهذا البحر الشعري، ومُنذ ذلك الحين ارتبط اسم الإسكندر بهذا الوزن الشعري.

## الخصائص العروضية
تختلف خصائص البيت الإسكندري قليلاً بين التقاليد الشعرية الفرنسية والإسبانية.

### في الشعر الفرنسي
يتكون البيت الإسكندري الفرنسي من اثني عشر مقطعًا لفظيًا، وينقسم دائمًا إلى شطرين متساويين، كل منهما يتألف من ستة مقاطع. تقع الوقفة الوسطى (Caesura) بشكل إلزامي بعد المقطع السادس، مما يخلق إيقاعًا متوازنًا (6 + 6). كان هذا الوزن هو السائد في أعمال كبار المسرحيين الكلاسيكيين مثل جان راسين وموليير.

### في الشعر الإسباني
يتكون البيت الإسكندري الإسباني (Alejandrino) من أربعة عشر مقطعًا لفظيًا، وينقسم أيضًا إلى شطرين متساويين، كل منهما يتألف من سبعة مقاطع (7 + 7). تتميز الوقفة الوسطى في الشعر الإسباني بأنها تمنع حدوث الوصل الصوتي (Sinalefa)، وهي ظاهرة دمج حرف العلة في نهاية كلمة مع حرف العلة في بداية الكلمة التالية. تعمل الوقفة كأنها نهاية بيت، مما يعزز استقلالية كل شطر.

## التاريخ والاستخدام في الأدب
ظهر البيت الإسكندري لأول مرة في الشعر الفرنسي في القرن الثاني عشر، ثم انتقل إلى إسبانيا حيث استُخدم بكثرة في القرن الثالث عشر من قبل شعراء ما يُعرف بـ"فن رجال الدين" (Mester de clerecía)، وهو تيار أدبي تميز به الكتاب المثقفون.
بعد فترة من التراجع، أُعيد إحياء هذا البحر الشعري في العصر الرومانسي بتأثير من الأدب الفرنسي. لكنه شهد دفعته الأكبر في أواخر القرن التاسع عشر وبدايات القرن العشرين مع الحداثة الشعرية في الأدب الإسباني، على يد شعراء مثل النيكاراغوي روبين داريو وشعراء جيل 98 في إسبانيا، مثل أنطونيو ماتشادو.

## أمثلة على أنماط النبر
يتميز البيت الإسكندري الإسباني بوجود نبر (تشديد) إيقاعي ثابت على المقطع السادس في كل شطر (أي المقطعين السادس والثالث عشر في البيت الكامل).
- النمط الأكثر شيوعًا:

يحتوي على نبر في المقاطع الثاني والسادس والتاسع والثالث عشر. مثال من شعر أنطونيو ماتشادو:
"Mi infancia son recuerdos de un patio de Sevilla"
(طفولتي هي ذكريات عن فناءٍ في إشبيلية)
- نمط مختلف:

استخدم روبين داريو في قصيدته الشهيرة "سوناتينا" نمطًا يقع فيه النبر على المقاطع الثالث والسادس والعاشر والثالث عشر:
"La princesa está triste... ¿qué tendrá la princesa?"
(الأميرة حزينة... ما الذي أصاب الأميرة؟)